# Ottowia thiooxydans
Ottowia thiooxydans es una bacteria gramnegativa del género Ottowia. Fue descrita en el año 2004, es la especie tipo. Su etimología hace referencia a oxidación de azufre. Es aerobia e inmóvil. Catalasa y oxidasa positivas. Tiene un tamaño de 0,8 μm de ancho por 2-6 μm de largo. Forma colonias circulares, lisas y de color amarillo claro. Temperatura de crecimiento entre 2-29 °C, óptima de 25-27 °C. Se ha aislado de lodos activados. 